# Strahomer
Strahomer – wieś w Słowenii, w gminie Ig. W 2018 roku liczyła 152 mieszkańców.